# Węsiory
Węsiory, dodatkowa nazwa w języku kaszubskim Wãsorë, (niem. Wensiorri) – wieś kaszubska w Polsce, położona w województwie pomorskim, w powiecie kartuskim, w gminie Sulęczyno.
Miejscowość leży na Pojezierzu Kaszubskim, przy drodze wojewódzkiej nr 228. Siedziba sołectwa Węsiory. 
| SIMC    | Nazwa          | Rodzaj                 |
| ------- | -------------- | ---------------------- |
| 0174898 | Borowiec       | część wsi (do 2023 r.) |
| 0174906 | Czarlino       | część wsi (do 2023 r.) |
| 0174912 | Szkudłowo      | część wsi              |
| 0174929 | Szymanowo      | część wsi              |
| 0174935 | Węsierska Huta | część wsi              |
| 0174941 | Wygoda         | część wsi              |
| 0174958 | Zarębiska      | część wsi              |
| 0174964 | Żmudowo        | część wsi              |

Wieś szlachecka położona była w II połowie XVI wieku w powiecie mirachowskim województwa pomorskiego. W latach 1975–1998 wieś administracyjnie należała do województwa gdańskiego.
Wieś znajduje się na turystycznym  Szlaku Kamiennych Kręgów.
W pobliżu wsi zachowało się cmentarzysko Gotów z I-III wieku. Zachowały się trzy kamienne kręgi i część czwartego oraz 20 kurhanów. Średnica największego kręgu wynosi 26 metrów i ułożona jest z kamieni o wysokości ok. 1,5 m. Pośrodku niektórych znajdują się kamienne stele. Groby ciałopalne lub szkieletowe znajdują się w różnych miejscach w obrębie kręgów. Kurhany mają koliste podstawy o średnicy od 4 do 16 metrów i niekiedy również stele kamienne na szczycie. 
O badaniach archeologicznych prowadzonych na cmentarzysku opowiada powieść dla młodzieży Skarb Atanaryka (1960) Zbigniewa Nienackiego.

## Nazwa miejscowości i nazwisko z nią związane
Etymologia nazwy jest dość prosta. Wywodzi się ona od dawnego przezwiska Węsior czy Węsiora, które związane jest z rzeczownikiem wąs. Nazwa ta należy do tzw. nazw rodowych, tzn. takich, które pierwotnie oznaczały ludzi, a następnie przeszły na miejsca przez tych ludzi zamieszkałe. Niemiecką nazwę miejscowości z czasów pruskich Wensiorri, hitlerowcy zastąpili w latach II wojny światowej, mniej słowiańską w brzmieniu: Wensern.
Węsiory, jako stara wieś szlachecka dała początek nazwisku Węsierski. Wg danych z 2014 r. nosiło je w Polsce 1.884 osób, z czego aż 1.403 w woj. pomorskim, z wyraźną koncentracją w środkowokaszubskich powiatach: kartuskim (340 osób), kościerskim (206), bytowskim (153) i Gdańsku (126).

## Historia miejscowości
Na podstawie przywileju Wielkiego Mistrza Zakonu Krzyżackiego z roku 1360 Winricha von Kniprode, Węsiory stały się dobrami rycerskimi. Na przestrzeni lat następował podział tych dóbr. W roku 1869 we wsi było 10 działów szlacheckich, 24 zagród gburskich i 10 zagrodników, funkcjonowała szkoła katolicka. Obszar wsi wynosił 2.434 ha.
Na koniec 1892 r wieś z przyległościami liczyła 648 mieszkańców, 640 Kaszubów, 6 Żydów i 2 Niemców. Do roku 1910 r. nastąpił wzrost liczby mieszkańców do 865 osób. W tej liczbie było 851 Kaszubów, 12 Niemców i 2 Polaków.
W roku 1913 we wsi funkcjonowała karczma Wilhelma von Ganskiego, było 2 znaczących posiadaczy ziemskich: L. von Glownewski i Knopp. Były 2 sklepy kolonialno-spożywcze, jeden w karczmie, właścicielem drugiego był Leopold Gostkowski. Było też 2 kowali: von Gostkowski i K. Glownewski. Funkcjonował zegarmistrz Hildebrandt, mistrz murarski Michael Warkowski; szklarz Fritz Hildebrandt. 3 osoby zajmowały się handlem bydłem i końmi: kowal von Gostkowski, Labanski i Pallasz.

## Galeria - kamienne kręgi

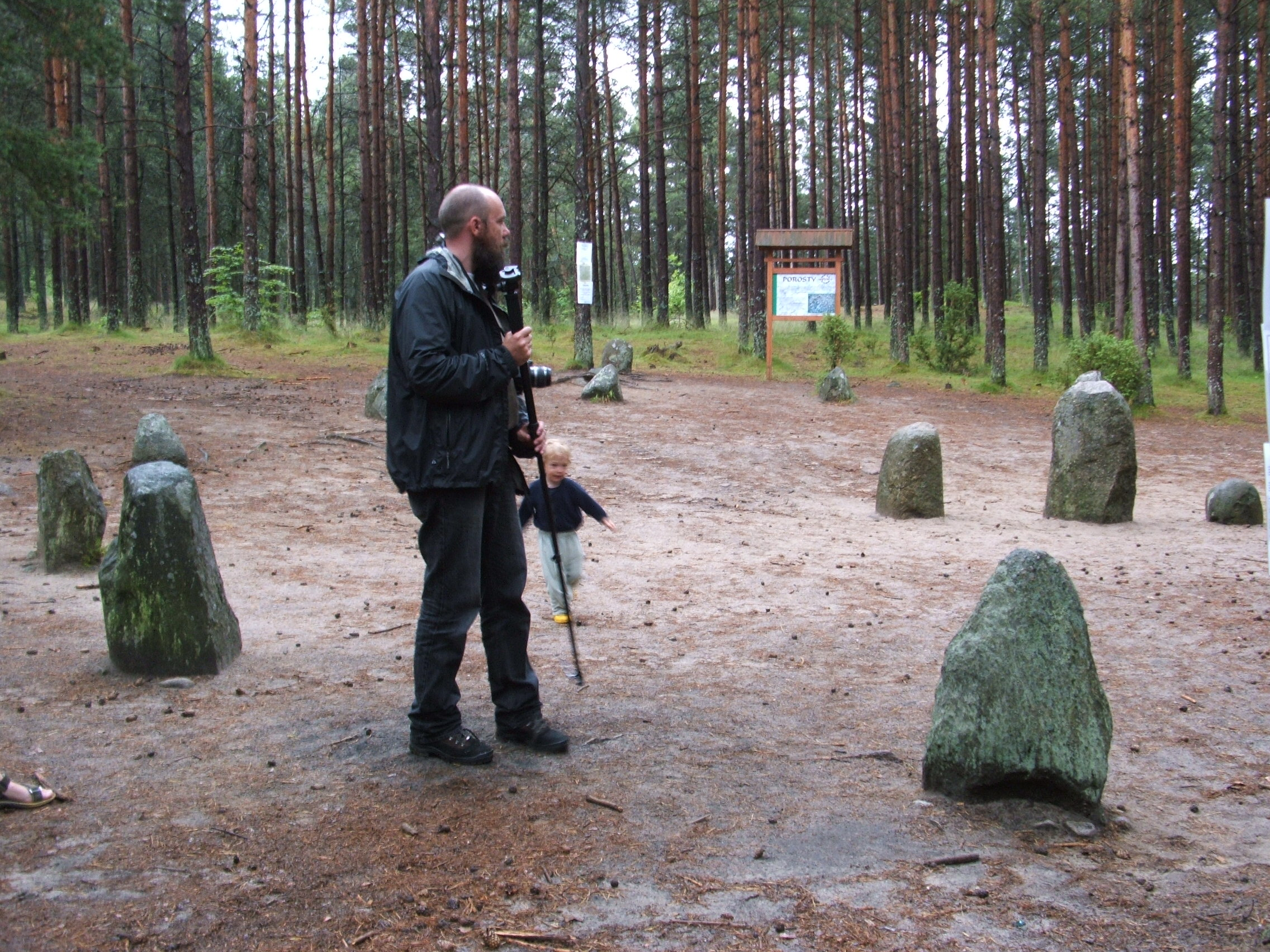
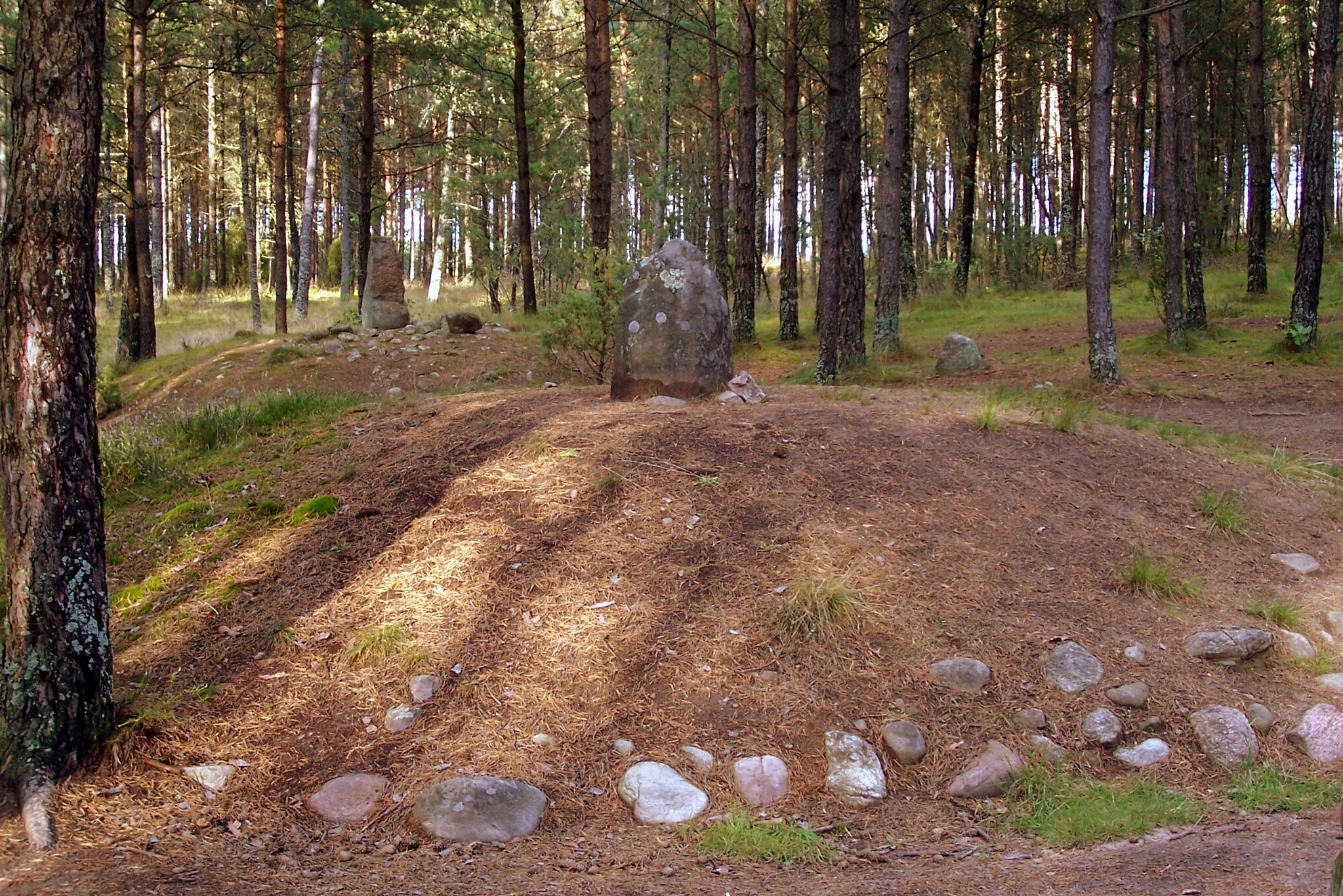
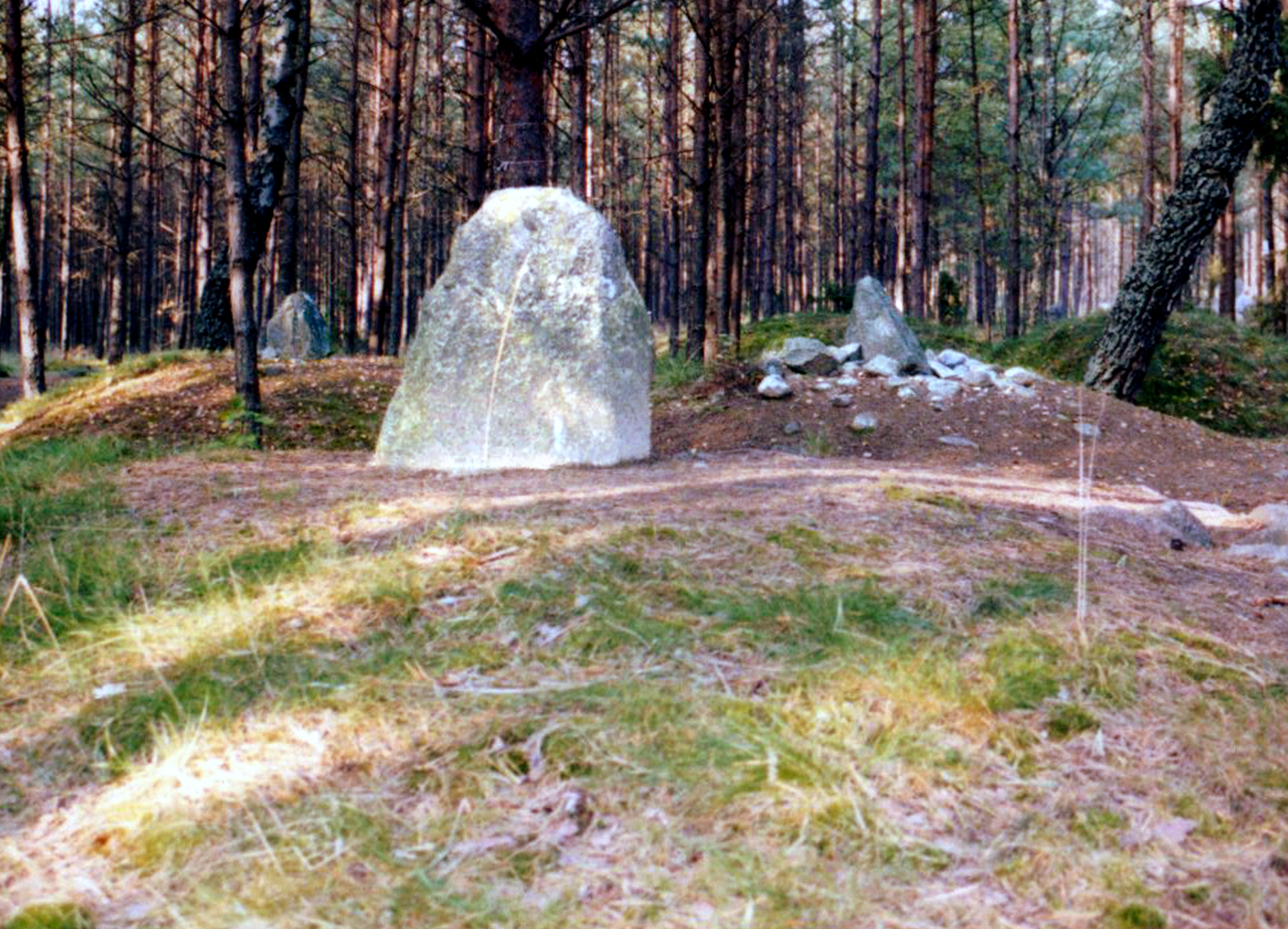
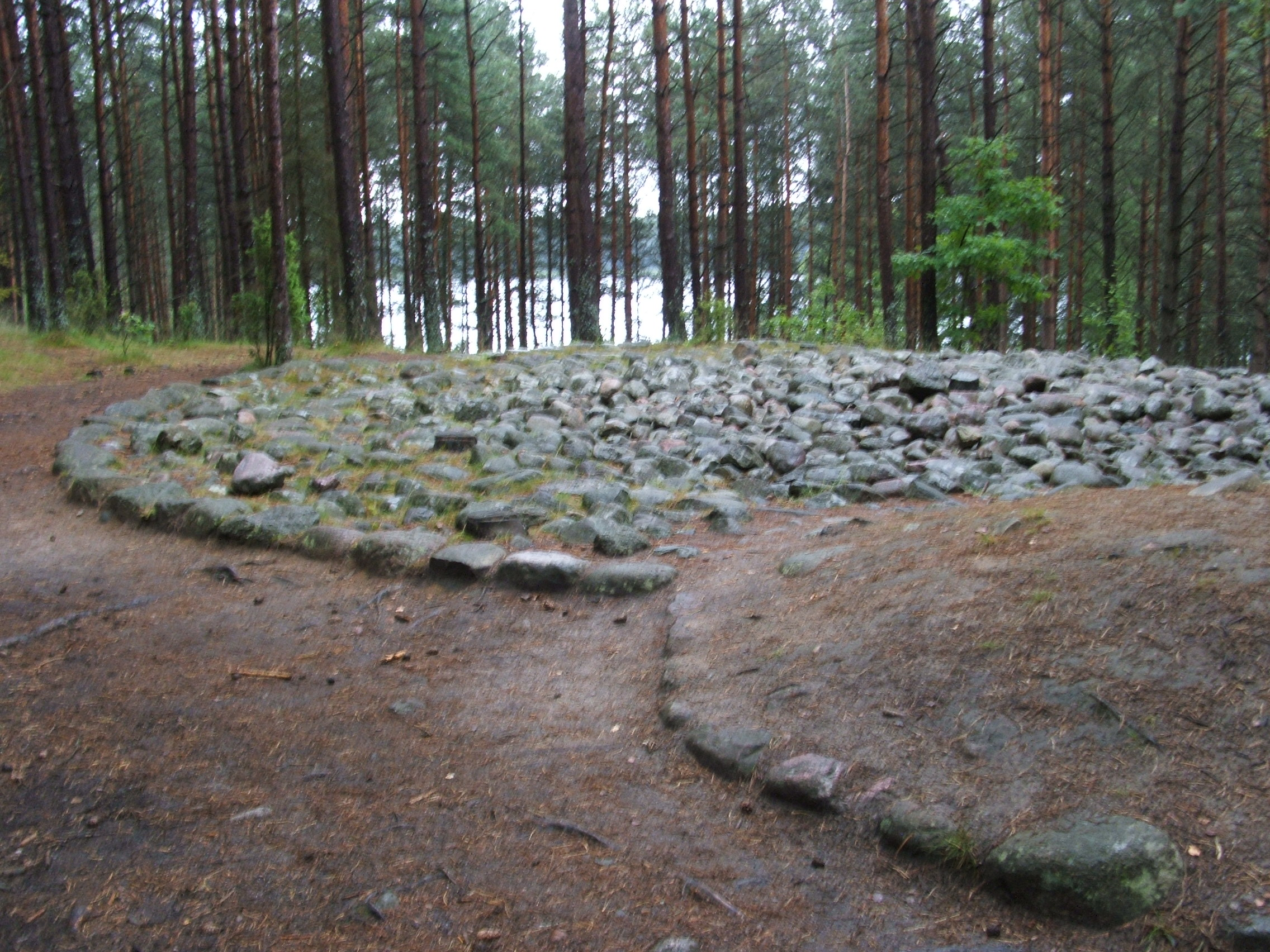
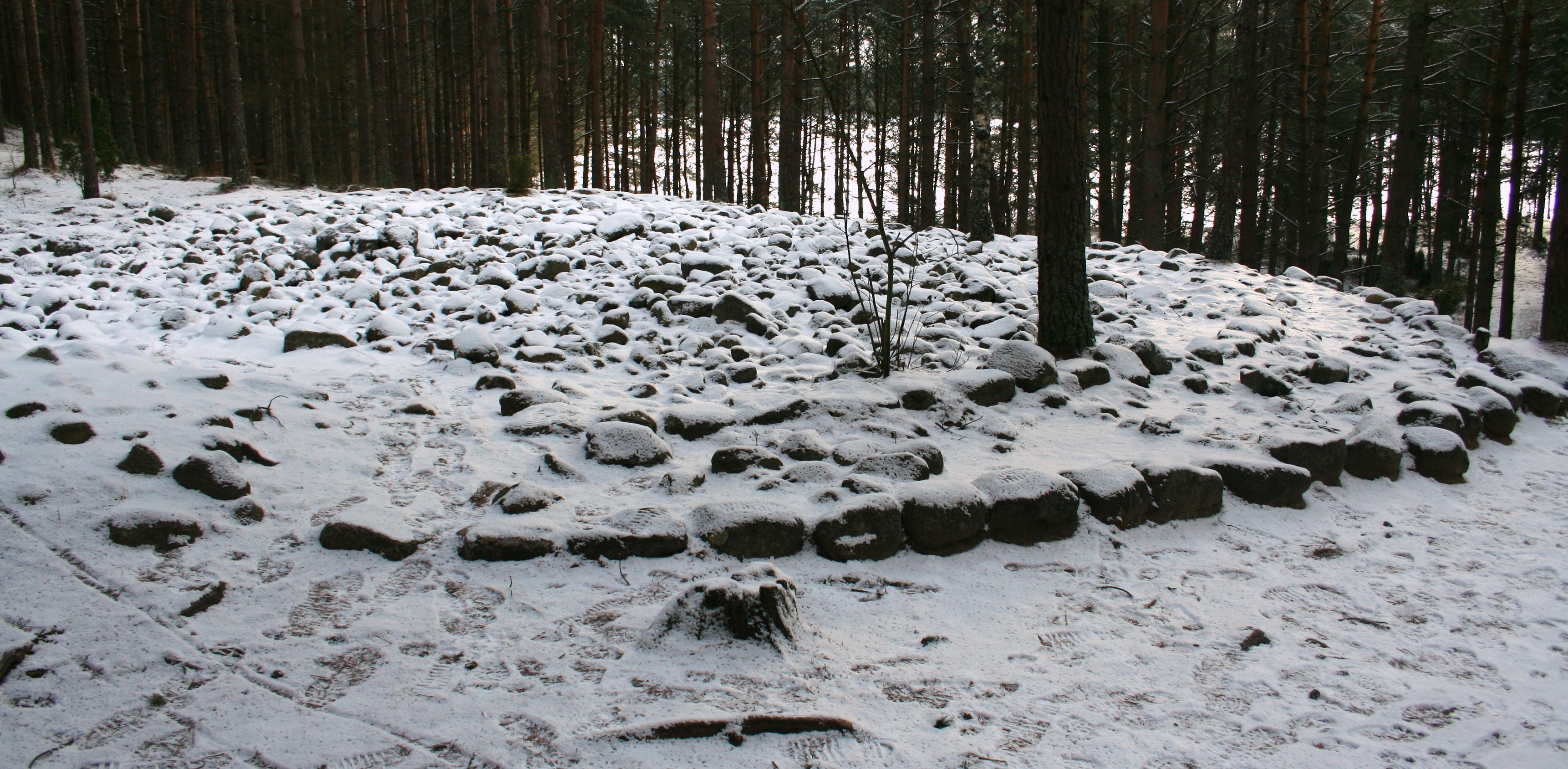